# Košice (okres Tábor)
Košice (německy Koschitz) jsou obec v okrese Tábor v Jihočeském kraji.
Žije v ní 774 obyvatel.

## Název
Jméno obce je odvozen z domáckého jména Koša.
Ústav pro jazyk český akademie věd ČR - Dr. Jožo Martinka: "Jméno obce může být odvozeno od jména rákosovité rostliny Scirpus lacustris / český odborný název skřípina/,které se lidově říkalo košica, ale také košičie, košíča, košičina... Ta rostla v bažinatém okolí vsi. Z našich Košic, zejména Košice u Plané nad Lužnicí, je možno chápati způsobem Martinkovým; leží sice na kopci, ale pod nimi je kraj bažinatý /dnes Koberný/."

## Historie
První písemná zmínka o obci pochází z roku 1404.

## Obyvatelstvo
| Rok            | 1869 | 1880 | 1890 | 1900 | 1910 | 1921 | 1930 | 1950 | 1961 | 1970 | 1980 | 1991 | 2001 | 2011 | 2021 |
| -------------- | ---- | ---- | ---- | ---- | ---- | ---- | ---- | ---- | ---- | ---- | ---- | ---- | ---- | ---- | ---- |
| Počet obyvatel | 944  | 947  | 948  | 956  | 963  | 940  | 872  | 751  | 764  | 730  | 732  | 697  | 698  | 726  | 752  |
| Počet domů     | 96   | 113  | 122  | 123  | 138  | 139  | 163  | 173  | 171  | 171  | 199  | 243  | 262  | 283  | 301  |

## Obecní správa

### Části obce
- Borek
- Doubí
- Košice

### Obecní symboly
Dne 25. dubna 2018 bylo schváleno usnesením výboru pro vědu, vzdělání, kulturu, mládež a tělovýchovu udělení znaku a vlajky obce. Znak a vlajka byly obci uděleny rozhodnutím předsedy Poslanecké sněmovny Parlamentu České republiky dne 3. května 2018.

## Pamětihodnosti
- hospoda čp. 2 - dům má křídlový selskobarokní štít s rizalitem, se štukovou výzdobou[9]
- kaple na návsi
- pomník obětem první a druhé světové války[10]

## Galerie

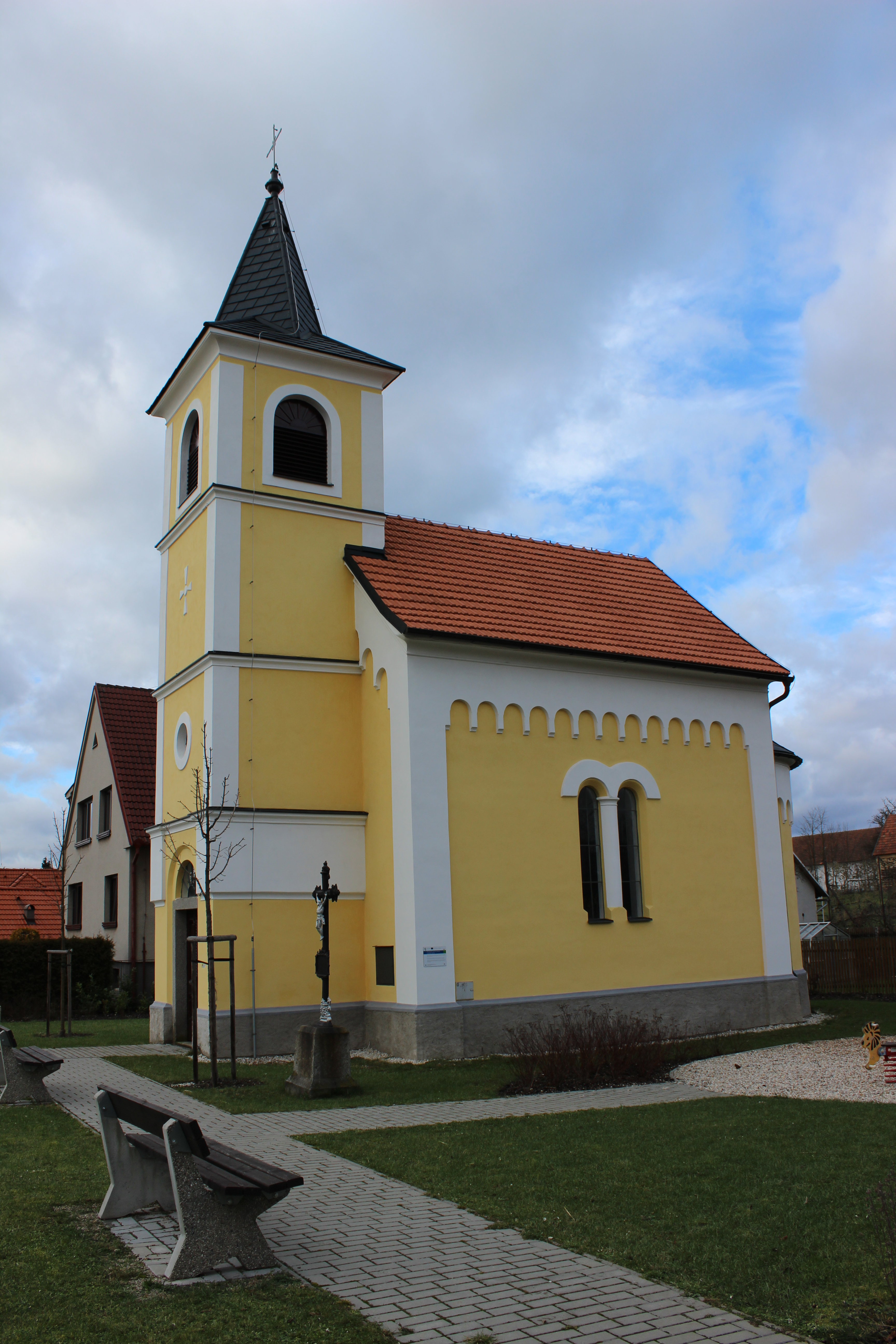
kaple
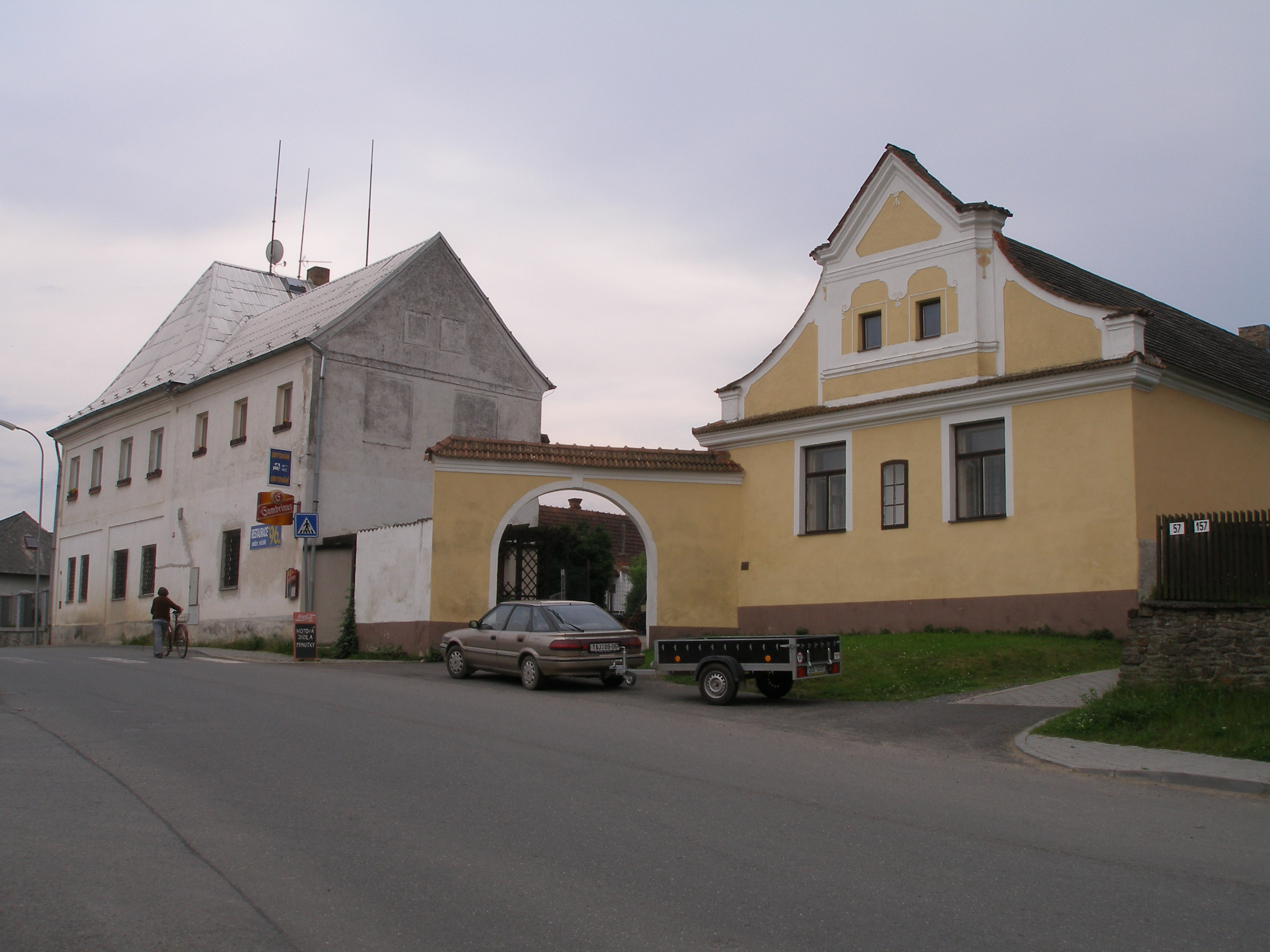
Hospoda č.p. 2 - dům se selskobarokní výzdobou
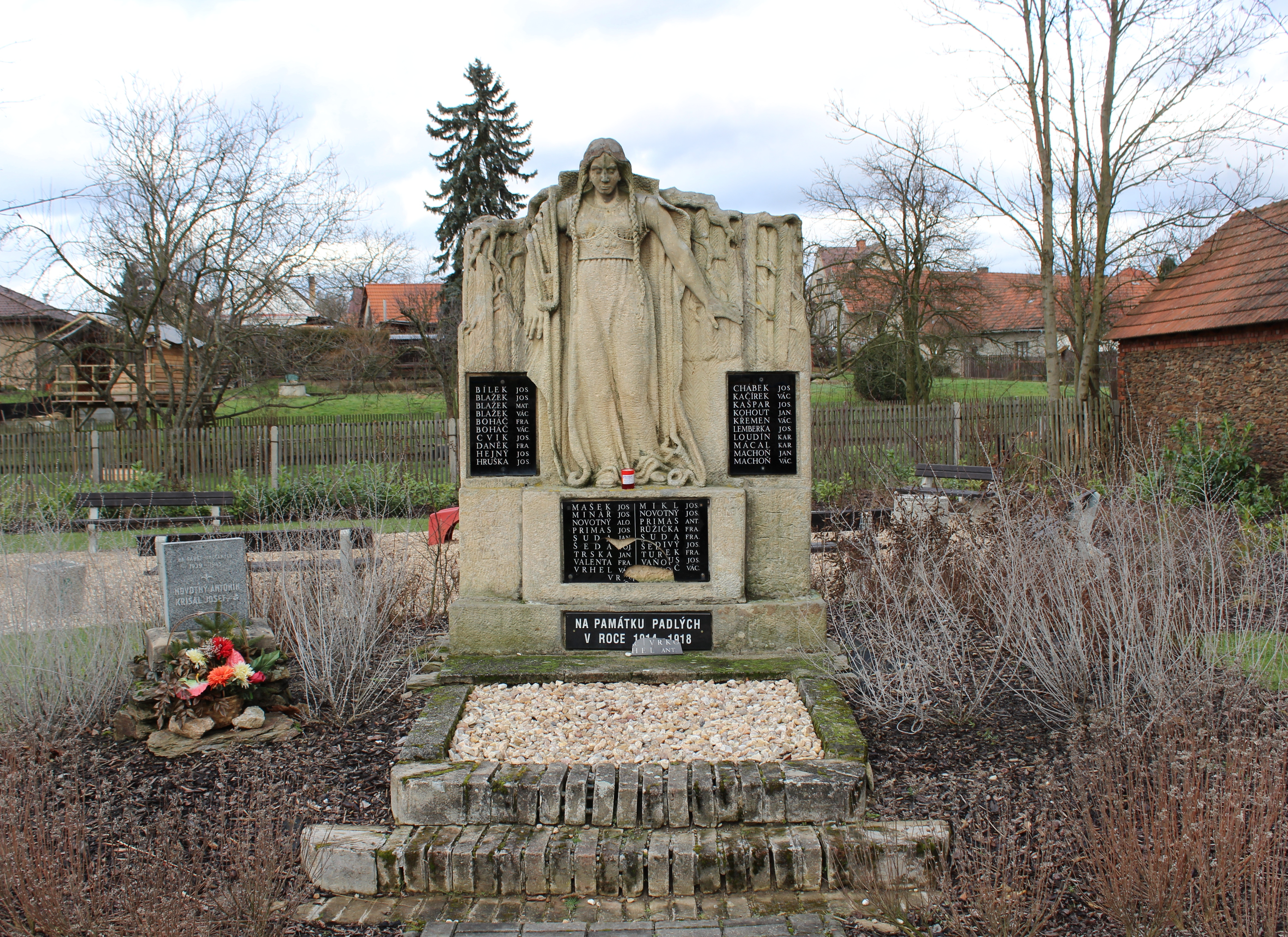
pomník obětem I. světové války
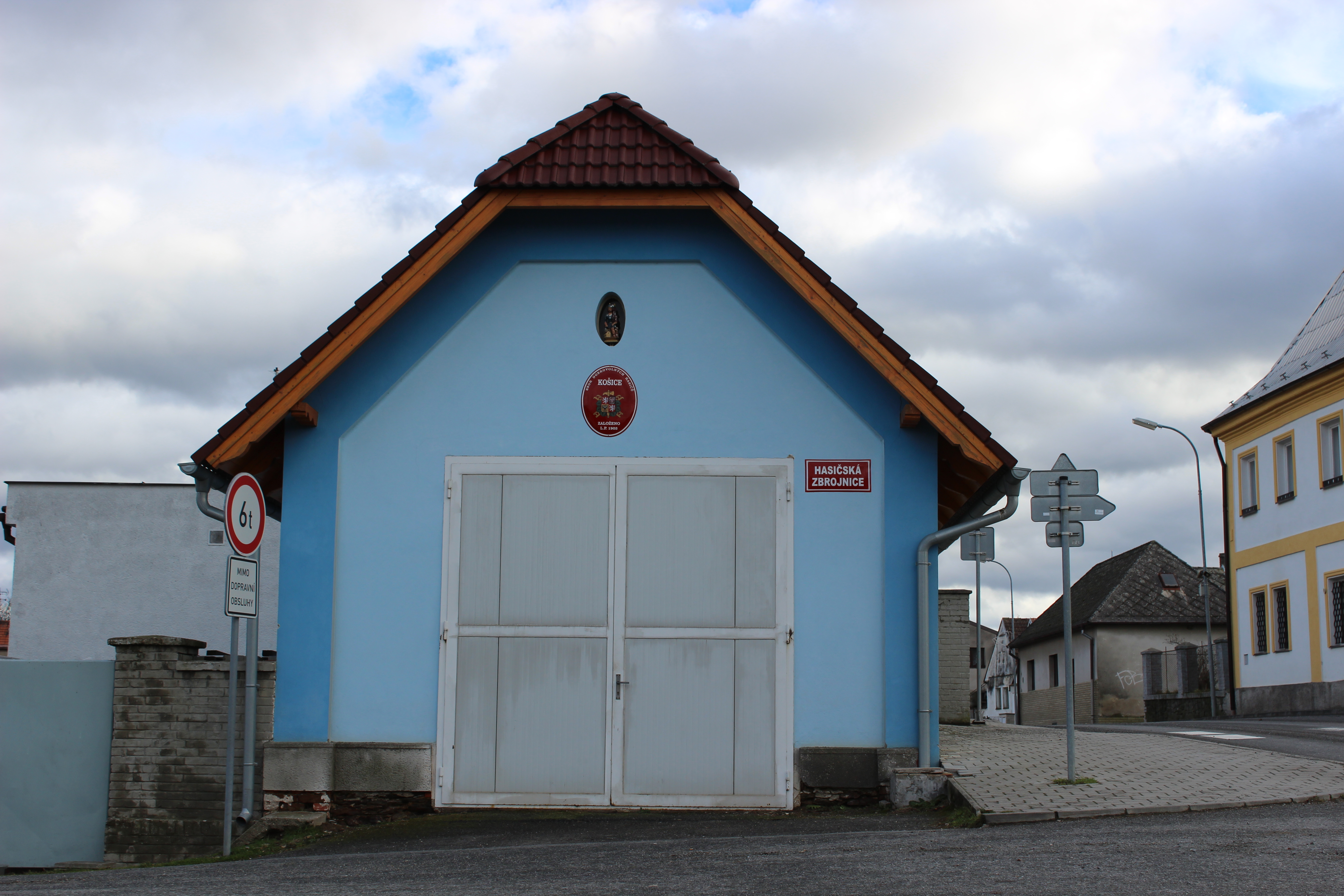
požární zbrojnice
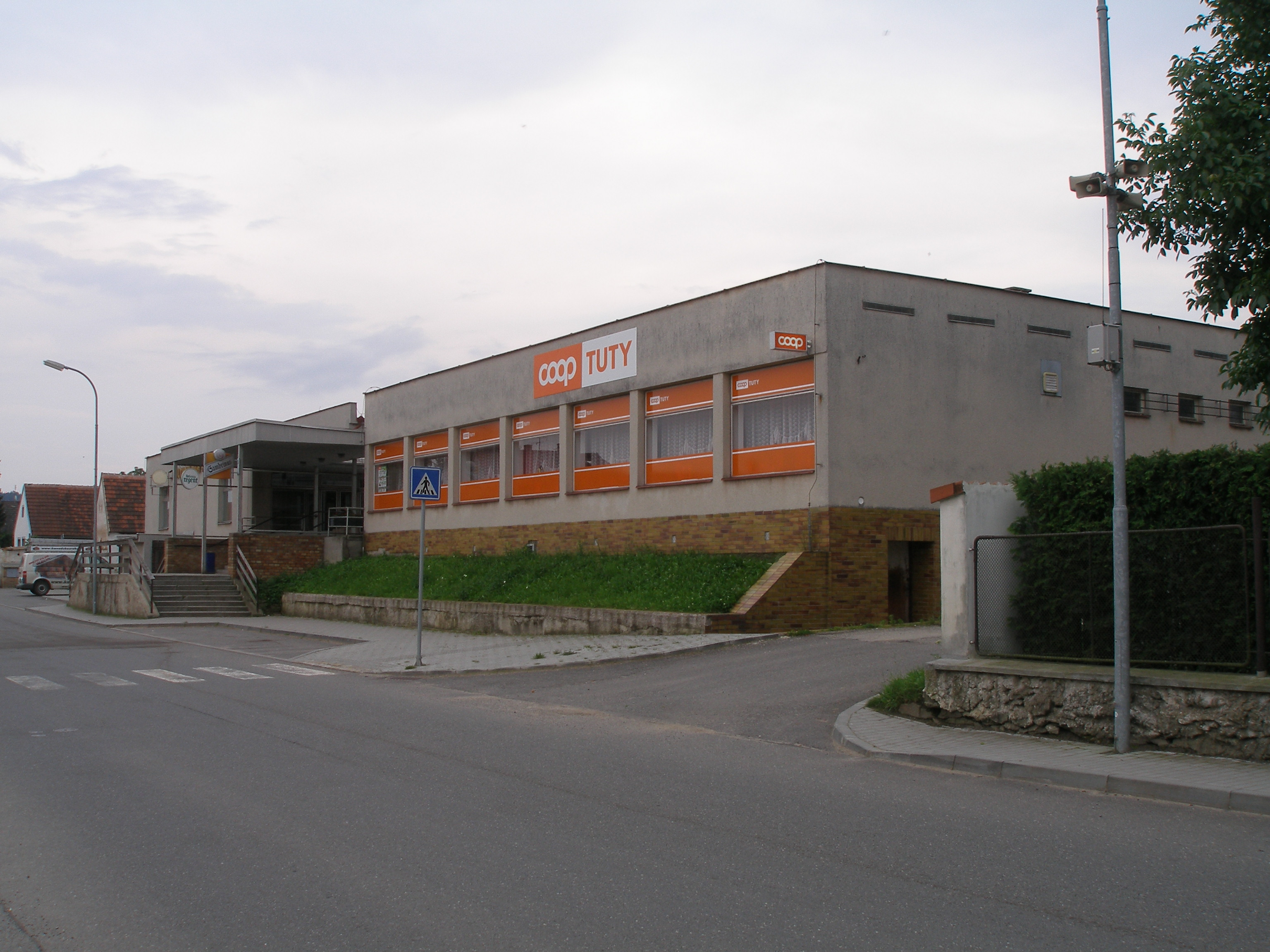
nákupní středisko
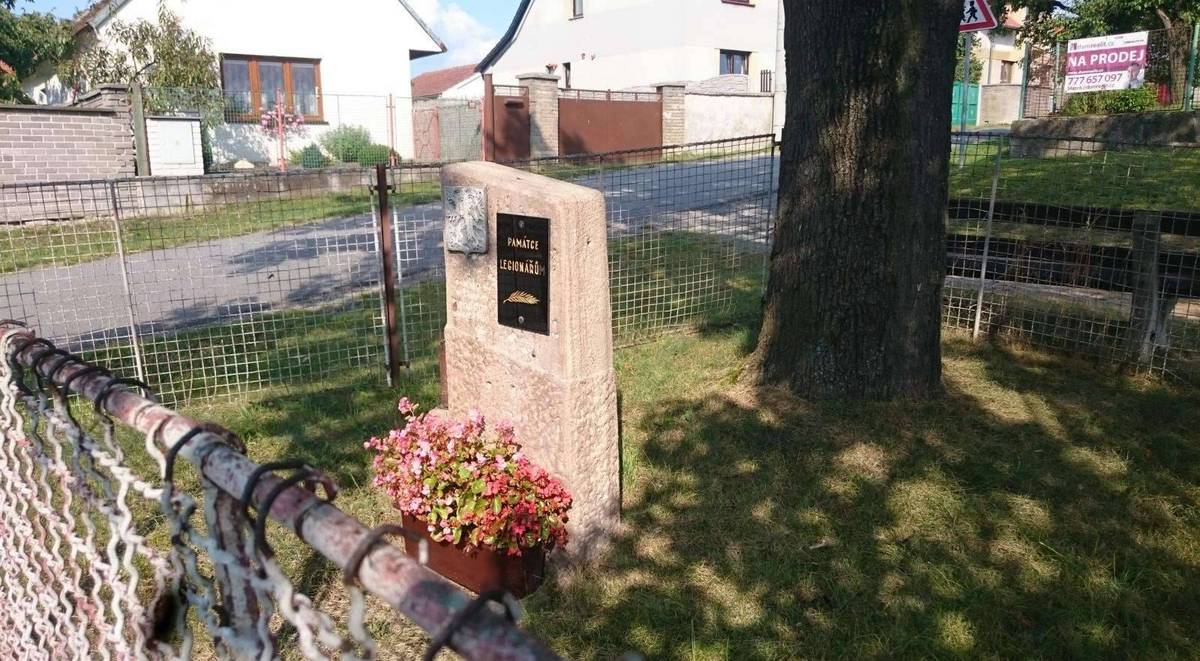
Památník legionářů
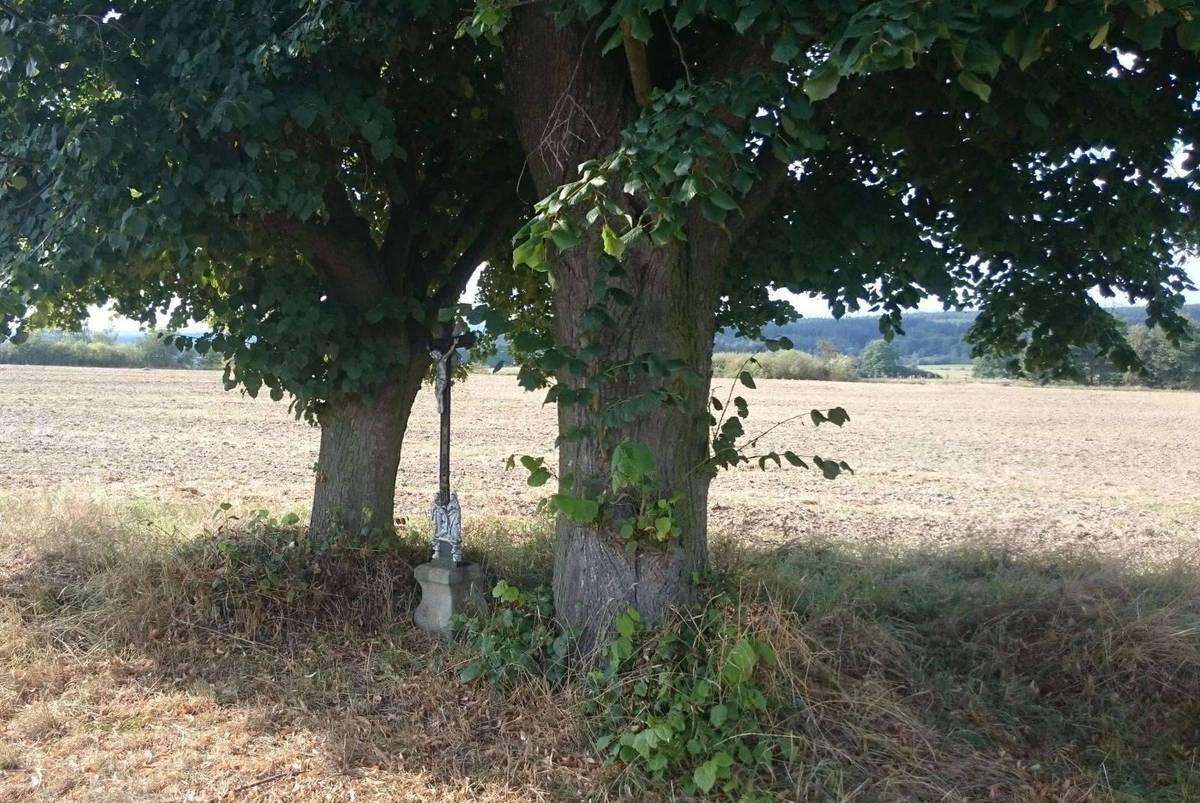
Kříž severně od Košic u polní cesty